# アンドレイ・ボグダーノフ
アンドレイ・ウラジーミロヴィチ・ボグダーノフ（ボグダノフ、ロシア語: Андрей Владимирович Богданов、ラテン文字表記の例：Andrei Vladimirovich Bogdanov、1970年1月31日 - ）は、ロシアの政治家。モスクワ出身。
1990年にロシア民主党に入党し、2005年の第19回党大会で党首に選出された。2008年ロシア大統領選挙にロシア民主党から立候補した。ウラジーミル・プーチン大統領は、ボグダーノフを「進歩的な見識を持つ野心的な若手」と評した。ロシア民主党は自由主義的政党ではあるが、2008年ロシア大統領選挙において多くの自由主義的政党・候補者が立候補登録を阻止されたことから、ボグダーノフはクレムリンの傀儡候補との見方が有力である。
2007年6月からフリーメイソンのロシアグランドロッジのグランドマスターとなっており、2度再選している。
2014年9月に社会正義共産党の党首となる。この政党は当初からロシア連邦共産党から票を奪うための官製野党とする見方が出ていた。
2024年3月に執行される大統領選挙に立候補を表明し、必要な署名も提出していたが、直後に選挙戦からの撤退を表明したた。